# Taleformer
 Der er for få eller ingen kildehenvisninger i denne artikel, hvilket er et problem. Du kan hjælpe ved at angive troværdige kilder til de påstande, som fremføres i artiklen.

Taleformer er et bredt retorisk begreb som dækker over forskellige måder at holde en tale på. Det kan dog også bruges i henhold til debatter, da personer ofte benytter sig af forskellige former for tale afhængig af situation og publikum.

## Genrer
Overordnet set er der tre genrer som gør sig gældende når man skal holde tale, dog kan der være situationer hvor omstændighederne ikke er så fastlåste og dermed er grænserne ikke så faste, men det giver en generel form.
|              | Informativ tale     | Politisk tale        | Lejlighedstale  |
| ------------ | ------------------- | -------------------- | --------------- |
| Formål       | Informere           | Overbevise/Tilslutte | Oplevelse/Hygge |
| Talers kilde | Viden               | Troværdighed         | Indføling       |
| Sprogkrav    | Saglighed/Præcision | Skarphed             | Humor           |

## Kommunikationstyper
Når man holder taler eller når man debatterer, er måden man kommunikerer på vigtig, da selv små faktorer gør at man kan blive misforstået. Når man ser på typer af kommunikation, kan man opdele dem som følger:

### Verbal kommunikation
Her er der tale om det der siges, altså det sagte ord. Her er det ens ordvalg og logiske evner som gør sig gældende, da det er her man kan tages på ordet.

### Ekstraverbal kommunikation
Her er det måden man siger ordene, altså tonefaldet. Her er det ens måde at betone ord som gør sig gældende; f.eks. kan man benytte ironi eller sarkasme som virkemiddel. Ord kan dermed fortolkes af en modpart under en debat.

### Nonverbal kommunikation
Her er der tale om alt andet end det der siges, hvilket vil sige at der tales om ens kropssprog eller mimik. Dette bruges til at understøtte ens verbale kommunikation.

## Transaktioner
Når man taler eller debatterer kan man gå ind i forskellige roller, som hver især har sin unikke stemme. Man deler rollerne op i 3 kategorier, hvor hver kategori har hver sin funktion.

### Transaktionsanalyse
| Forældrestemmen                                                                                                 | Jeg-stemmen                     | Barnestemmen                                                                                        |
| --- | ------------------------------- | --------------------------------------------------------------------------------------------------- |
| Den kritiserende: moraliserende, taler ned. Den omsorgsfulde: plejende, bekymrende, hjælpende, lidt nedladende. | Neutral eller skjult dagsorden. | Den naturlige: spontane, barnlige, dristige. Den tilpassende: underdanig, usikker, selvudslettende. |

### Krydsende transaktioner
Men fordi der er forskellige roller er det ikke ensbetydende at man forbliver i én, man kan nemlig skifte rolle undervejs i en tale eller debat. For det meste sker det ubevidst og man er ikke klar over, at man skifter rolle, man kan dog blive presset til at skifte rolle. Men dygtige retorikere kan udføre komplementerende transaktioner, hvor de fuldkommen bevidst skifter rolle og dermed til en stemme, som egner sig bedst til den pågældende situation eller også udfører en dobbelt transaktion, hvor man påtager sig to roller samtidigt, altså "vi siger ét, men mener noget andet" og dermed få et ekstra budskab mellem linjerne.